# Eizi Matuda
Eizi Matuda  (Nagasaki, 20 de abril de 1894 — 1978) foi um botânico japonês.

## Biografia
Era filho de Hanziro e Otuna Matuda. Estudou na Universidade de Taihoku, e foi professor de botânica em Formosa de 1914 a 1922. Fundou a sua própria exploração agrícola em Escuintla, Chiapas, no México, em 1922. Em 1932, fundou e dirigiu Instituto Botânico de Matuda em Escuintla. A partir de 1951 tornou-se professor e curador associado na  Universidade Nacional Autónoma do México. De 1954 a 1959, assumiu o cargo de botânico-chefe do Instituto de Investigação Florestal e, logo depois, do Departamento de Botânica de 1955 a 1965. 
Recebeu o título de honra da Sociedade Florestal do México em 1953 e pertenceu a diversas sociedades científicas. Foi o autor de Mexican Aroids (1954), de Mexican Dioscoreae (1953) e de Mexican Commelinae (1955), além de numerosos artigos. Matuda obteve um doutorado honorário em ciências na Universidade de Tóquio em  1960.

## Obras
- Helechos de Estado de México, 1956.

## Fonte
- Allen G. Debus (dir.) (1968). World Who’s Who in Science. A Biographical Dictionary of Notable Scientists from Antiquity to the Present. Marquis-Who’s Who (Chicago) : xvi + 1855 p.
- Harvard University Herbaria (HUH), Database.

Também aparece em equipe como:
| - E. Halbinger & E. Matuda - E. Matuda & C. L. Lundell - E. Matuda et. al. | - E. Matuda & P. H. Gentle - E. Matuda, P. H. Gentle & C. L. Lundell |